# 井上正直
井上 正直（いのうえ まさなお）は、江戸時代後期の大名、老中。遠江国浜松藩主、上総国鶴舞藩主。官位は従四位下・河内守、侍従。鶴舞藩知事。浜松藩井上家10代。

## 略歴
天保8年（1837年）10月29日、上野国館林藩主（のち浜松藩主）井上正春の四男として誕生した。
奏者番、寺社奉行を経て、老中を都合2期務める。慶応2年（1866年）の第二次長州征討では第14代将軍・徳川家茂に従軍し上洛した。
明治元年（1868年）、徳川家達の駿府移封に伴い上総鶴舞に所領を移された。

## 年表
※明治5年までは旧暦。
- 1837年（天保8年） 10月29日、館林藩主・井上正春の子として生誕。
- 1847年（弘化4年）2月21日、正春死去、同年4月22日、藩主を襲封。
- 1851年（嘉永4年）12月16日、従五位下・河内守に叙任。
- 1858年（安政5年）10月9日、幕府の奏者番となる。
- 1861年（文久元年）3月8日、寺社奉行を兼帯。
- 1862年（文久2年）閏8月23日、幕府組織改革により、奏者番を廃止。寺社奉行は留任。10月9日、老中に異動。10月24日、従四位下に昇叙。河内守如元。12月28日、侍従に遷任。河内守の兼帯如元。
- 1863年（文久3年）2月12日、外国御用取扱を兼帯。
- 1864年（元治元年）7月8日、外国御用取扱を御役御免。7月12日、老中を御役御免。江戸城中の席次は従前通り、雁の間詰。
- 1865年（慶応元年）11月26日、老中に再任し、外国御用取扱を兼帯。
- 1866年（慶応2年）6月19日、勝手入用掛を兼帯。
- 1867年（慶応3年）5月12日、外国御用取扱並びに勝手入用掛の御役御免。6月17日、老中御役御免。江戸城中での席次は溜間詰となる。
- 1868年（明治元年） 戊辰戦争では朝廷に恭順。9月23日、上総鶴舞に転封。
- 1869年（明治2年）6月19日、版籍奉還し、鶴舞藩知事となる。
- 1871年（明治4年）7月14日、 廃藩置県により知藩事を免官。
- 1904年（明治37年）3月9日、死去。享年68。

## 系譜
父母
- 井上正春（父）
- 松平忠学の養女、松平忠徳の娘 ー 継室（母）

正室、継室
- 芳 ー 松平忠固の娘（正室）
- 板倉勝明の養女 ー 板倉勝殷の長女（継室）

子女
- 井上正英
- 井上正詮（次男）
- 井上正義正室